# Fasciculacmocera griseovaria
Fasciculacmocera griseovaria là một loài bọ cánh cứng trong họ Cerambycidae.